# Kamenný Malíkov
Kamenný Malíkov (německy Stein Moliken) je obec v okrese Jindřichův Hradec v Jihočeském kraji. Žije v ní 78 obyvatel.

## Historie
První písemná zmínka o obci pochází z roku 1654. V roce 1860 byl vystavěn most přes řeku Žirovnici. Do tohoto roku byl most dřevěný.

## Obyvatelstvo
| Rok            | 1869 | 1880 | 1890 | 1900 | 1910 | 1921 | 1930 | 1950 | 1961 | 1970 | 1980 | 1991 | 2001 | 2011 | 2021 |
| -------------- | ---- | ---- | ---- | ---- | ---- | ---- | ---- | ---- | ---- | ---- | ---- | ---- | ---- | ---- | ---- |
| Počet obyvatel | 276  | 267  | 289  | 277  | 276  | 285  | 277  | 158  | 164  | 130  | 109  | 75   | 69   | 54   | 76   |
| Počet domů     | 38   | 41   | 41   | 41   | 41   | 42   | 45   | 50   | 45   | 41   | 43   | 51   | 55   | 57   | 58   |

## Obecní správa
Mezi lety 1850–1976 byl Kamenný Malíkov obcí v okrese Jindřichův Hradec. Od 30. dubna 1976 do 31. prosince 1979 patřil jako část obce k Zdešovu. Od 1. ledna 1980 do 23. listopadu 1990 patřil jako část obce k Jarošovu nad Nežárkou a od 24. listopadu 1990 je opět samostatnou obcí.

### Obecní symboly
Znak a vlajka byly obci uděleny rozhodnutím předsedy Poslanecké sněmovny Parlamentu České republiky dne 10. září 2021.

## Pamětihodnosti
- Kaple svaté Anny
- Most přes řeku Žirovnici se sochou svatého Jana

## Galerie

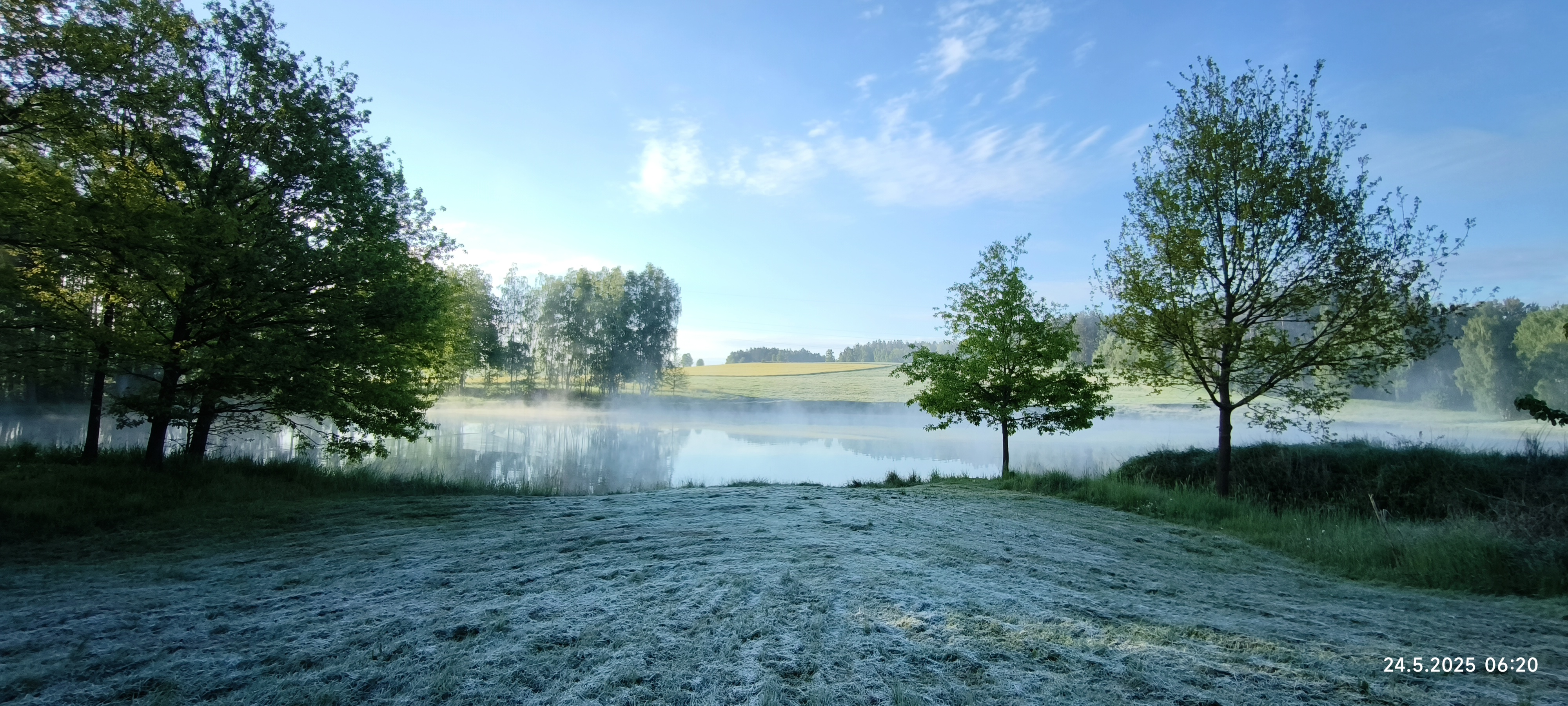
Obecní rybník v Kamenném Malíkově

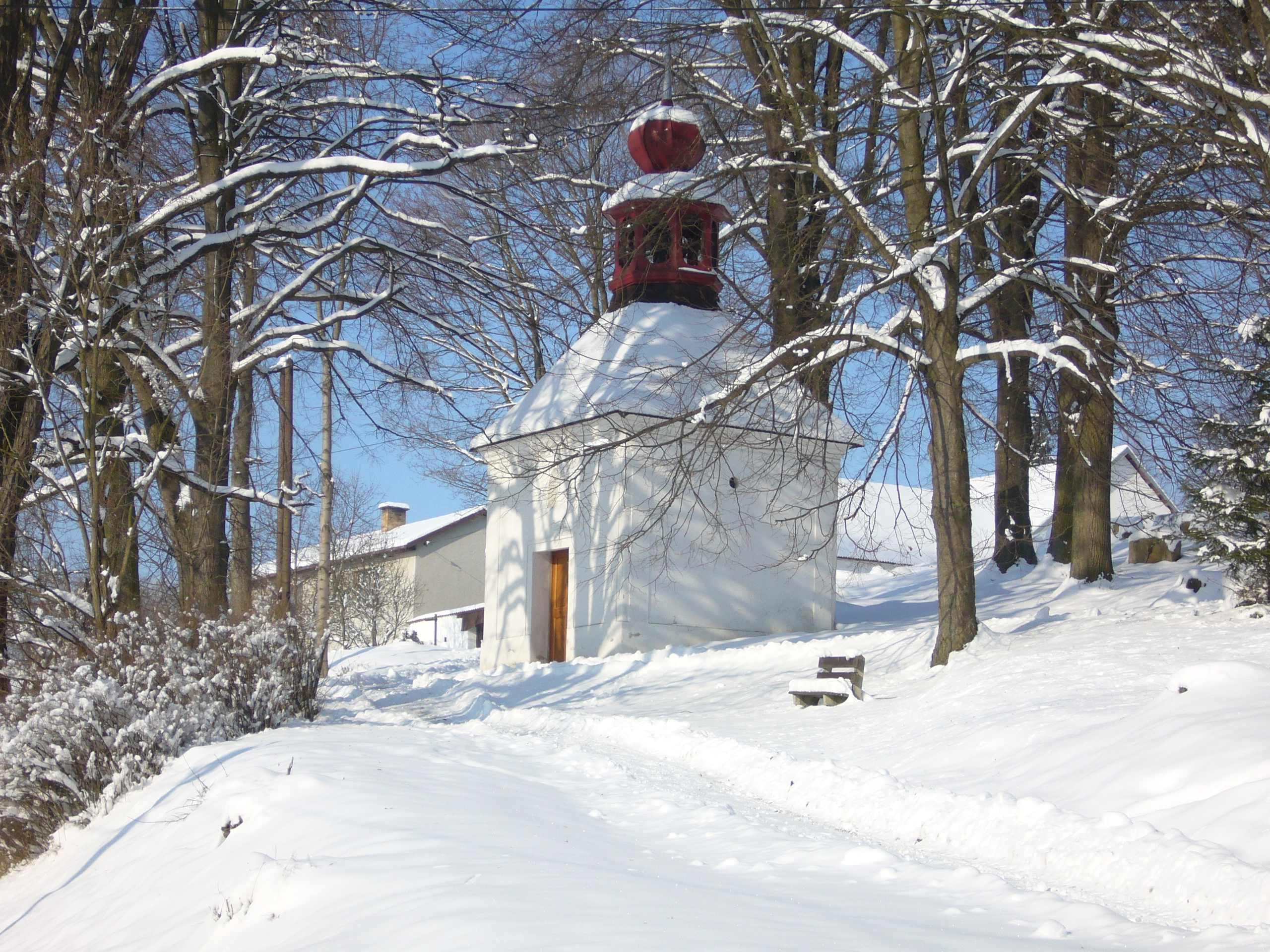
Kaple svaté Anny
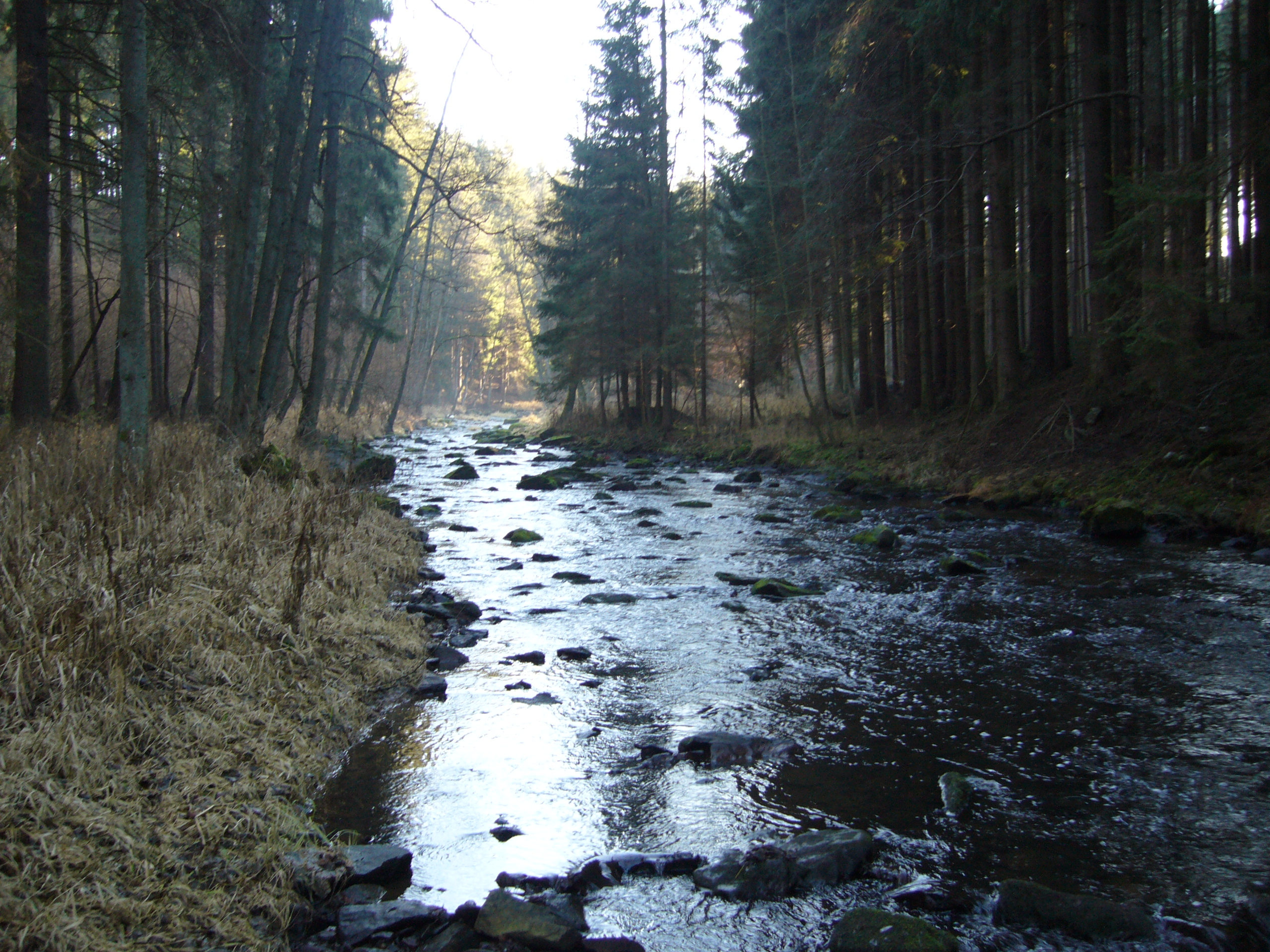
Řeka Žirovnice u Kamenného Malíkova
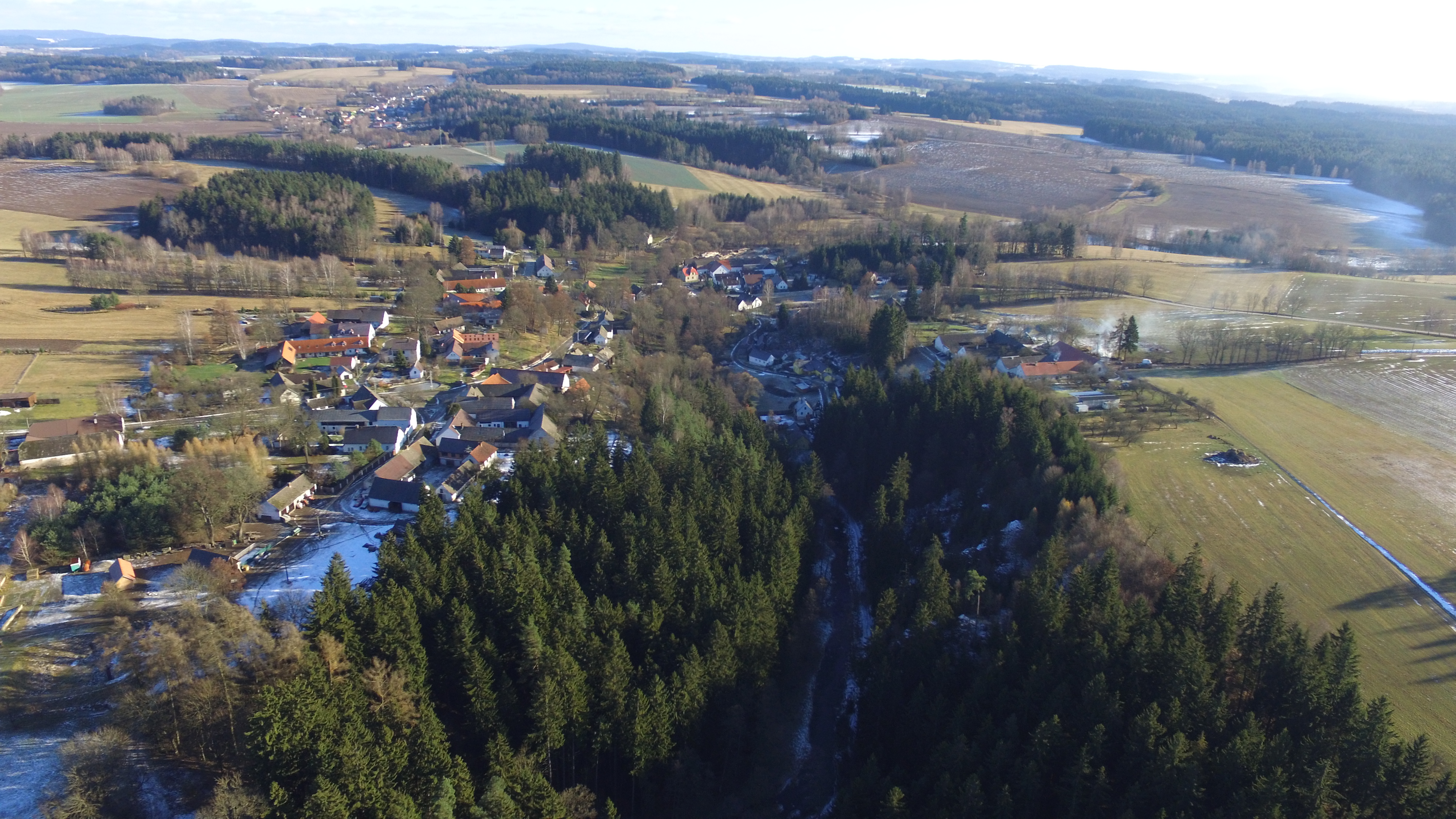
Pohled z výšky
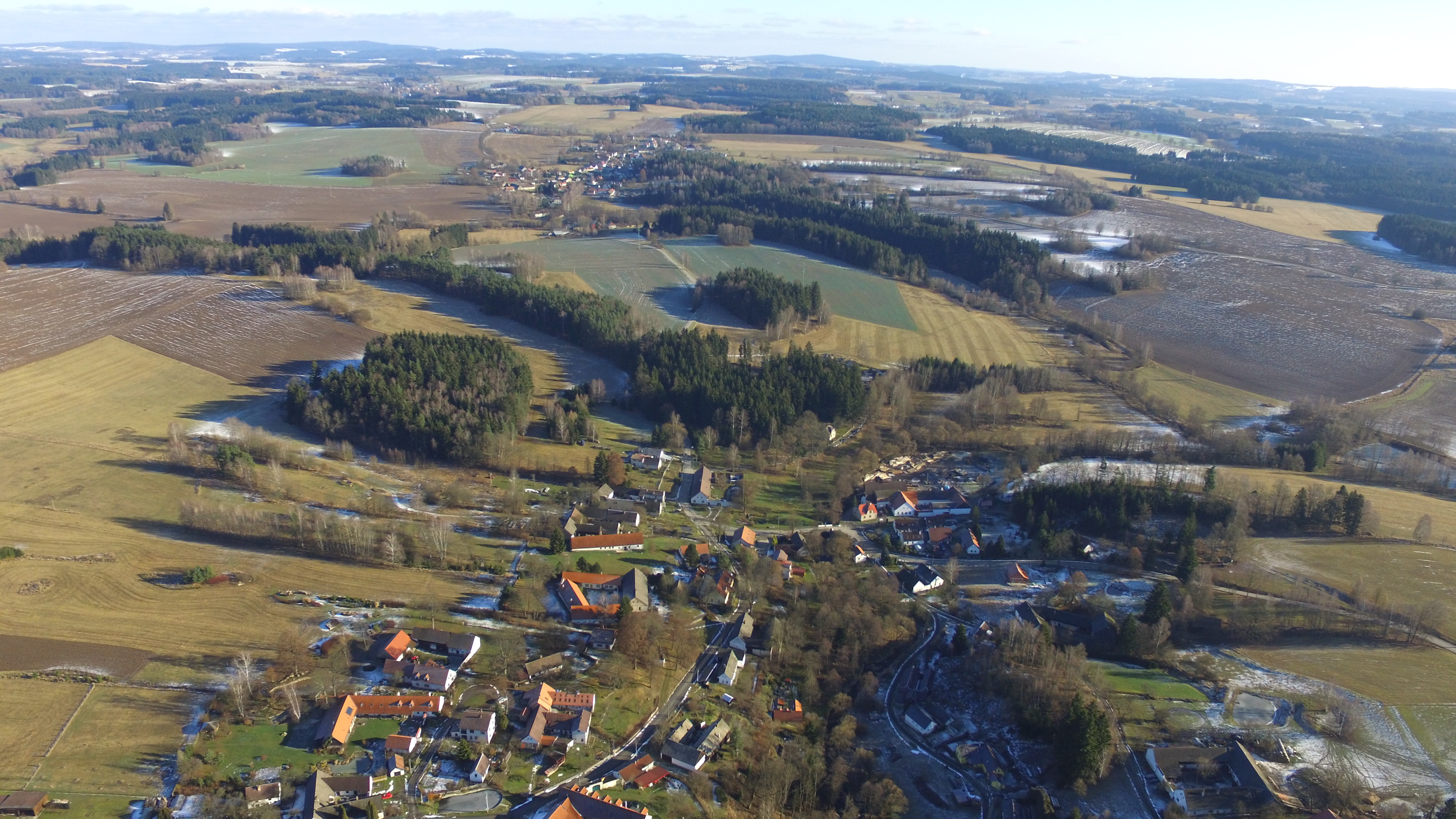
Pohled z výšky
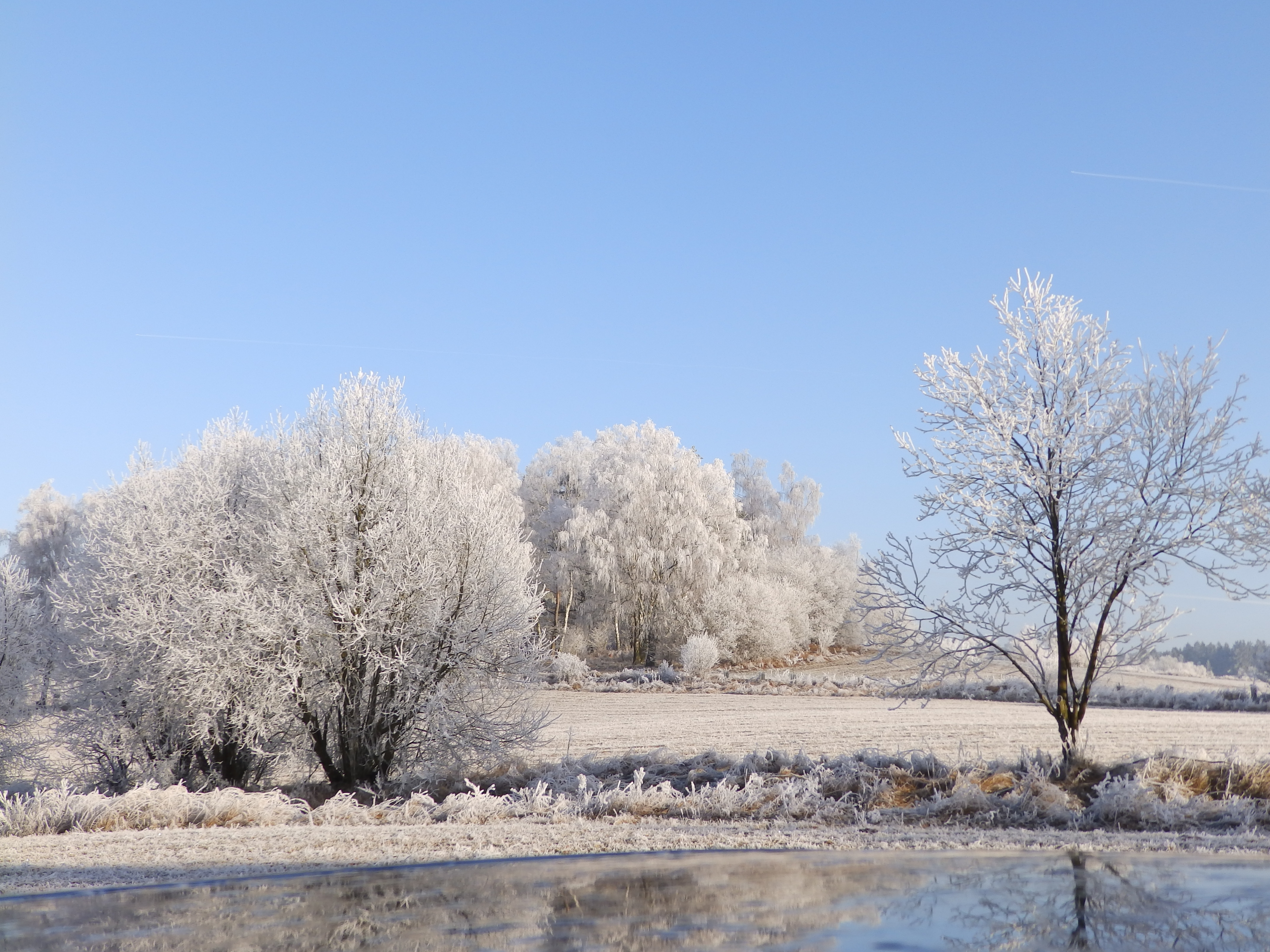
Kašparův vrch